# Liste der Biografien/Morb
Liste der Biografien |
Portal Biografien |
Personensuche
# |
A |
B |
C |
D |
E |
F |
G |
H |
I |
J |
K |
L |
M |
N |
O |
P |
Q |
R |
S |
T |
U |
V |
W |
X |
Y |
Z |
?
 
Ma |
Mb |
Mc |
Md |
Me |
Mf |
Mg |
Mh |
Mi |
Mj |
Mk |
Ml |
Mm |
Mn |
Mo |
Mp |
Mq |
Mr |
Ms |
Mt |
Mu |
Mv |
Mw |
Mx |
My |
Mz
 
Moa |
Mob |
Moc |
Mod |
Moe |
Mof |
Mog |
Moh |
Moi |
Moj |
Mok |
Mol |
Mom |
Mon |
Moo |
Mop |
Moq |
Mor |
Mos |
Mot |
Mou |
Mov |
Mow |
Mox |
Moy |
Moz
 
Mora |
Morb |
Morc |
Mord |
More |
Morf |
Morg |
Morh |
Mori |
Mork |
Morl |
Morm |
Morn |
Moro |
Morp |
Morr |
Mors |
Mort |
Moru |
Morv |
Morw |
Mory |
Morz
Die Liste der Biografien führt alle Personen auf, die in der deutschsprachigen Wikipedia einen Artikel haben. Dieses ist eine Teilliste mit 16 Einträgen von Personen, deren Namen mit den Buchstaben „Morb“ beginnt.

## Morb

### Morba
- Morbach, Bernhard (1949–2021), deutscher Musikwissenschaftler und Hörfunkmoderator
- Morbach, Johann Joseph († 1777), böhmischer Unternehmer, Blaufarbenwerksbesitzer und Stadtrichter von Platten

### Morbe
- Morbelli, Angelo (1853–1919), italienischer Maler und Vertreter des italienischen Realismus
- Morberg, Astrid, schwedische Schauspielerin
- Morberg, Bengt (1897–1968), schwedischer Turner
- Morberg, Jay, kanadischer Schauspieler und Rechtsanwalt
- Morberger, Gerda (* 1910), österreichische Schriftstellerin
- Morbey, John (* 1939), britisch-bermudischer Weitspringer, Dreispringer und Sprinter

### Morbi
- Morbiato, Giorgio (* 1948), italienischer Radrennfahrer und Weltmeister
- Morbidelli, Alessandro (* 1966), italienischer Astronom
- Morbidelli, Franco (* 1994), italienischer MotorradrennfahrerFranco Morbidelli (* 1994)

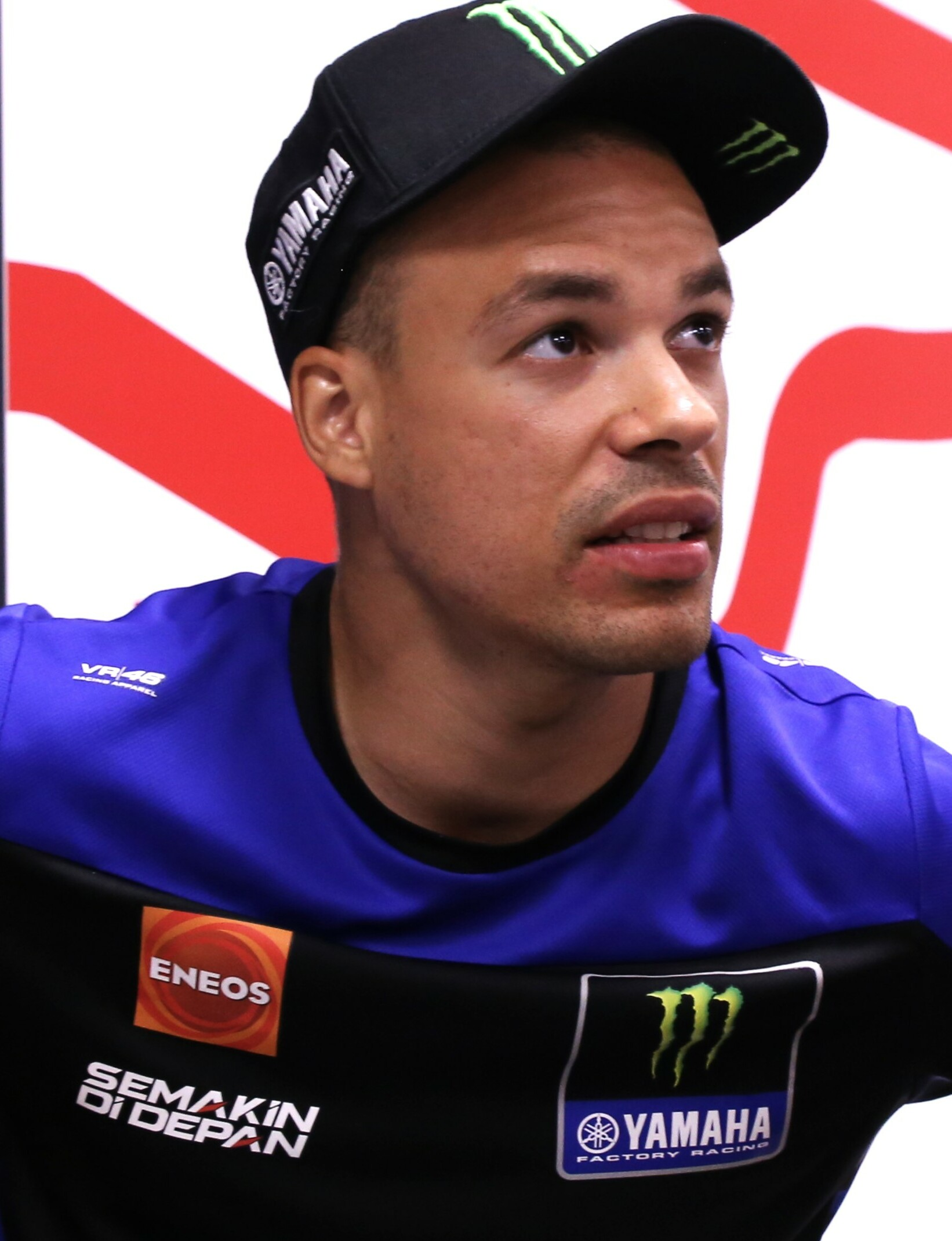
Franco Morbidelli (* 1994)

- Morbidelli, Gianni (* 1968), italienischer Automobilrennfahrer
- Morbioli, Roberto (* 1965), italienischer Blues-Gitarrist
- Morbitzer, Egon (1927–1989), deutscher Geiger
- Morbitzer, Walter, deutscher Schauspieler, Dramaturg und Theaterleiter

### Morby
- Morby, Kevin (* 1988), US-amerikanischer Singer-Songwriter